# Pseudostomella megapalpator
Pseudostomella megapalpator är en djurart som tillhör fylumet bukhårsdjur, och som beskrevs av Eric Hochberg 2002. Pseudostomella megapalpator ingår i släktet Pseudostomella och familjen Thaumastodermatidae. Inga underarter finns listade i Catalogue of Life.